# Santi Cosma e Damiano (Italia)
Santi Cosma e Damiano (Sancòsëmo in dialetto sancosimese) è un comune italiano di 6 891 abitanti della provincia di Latina nel Lazio, dal 2002 medaglia d'oro al valore civile. Il nome deriva dai due santi patroni Cosma e Damiano.

## Geografia fisica

### Territorio
Il Comune fa parte della Comunità Montana Zona XVII dei Monti Aurunci; è collocato in parte su una delle pendici collinari dei monti e in parte nella pianura del Garigliano, nella zona sud-est della Provincia di Latina; confina ad est con la Provincia di Frosinone ed è separato da Minturno dal fiume Ausente e dalla Campania dal fiume Garigliano.

### Clima
- Classificazione climatica: zona C, 1315 GR/G

## Origini del nome
Il toponimo deriva dal nome dei due Santi Cosma e Damiano, fratelli e medici, decapitati nei pressi di Antiochia sotto l'impero di Diocleziano. La tradizione popolare vuole che i due Santi siano transitati per queste terre nel loro viaggio verso Roma e che abbiano sostato in una grotta presso la quale fu costruita una cappella in loro onore, divenuta nei secoli l'attuale chiesa patronale. L'abitato del nucleo storico era chiamato in passato Casali di Santi Cosma e Damiano, o più spesso semplicemente i Casali, nome che contrassegnava piccoli nuclei rurali. Nei documenti storici, spesso al posto di Cosma ricorre la dizione Cosmo o Cosimo.

## Storia
Le prime notizie storiche su Santi Cosma e Damiano vengono dal Codex diplomaticus cajetanus, in particolare da una stipula dell'anno 830 dove viene citato un certo Negrutius filius de Gentile de Casale, e dal testamento del 954 di Docibile II duca di Gaeta dove è menzionata una vinea de Casale presso la terra posita in Ventosa e la terram ... Santum Cosmate.
I Casali di Santi Cosma e Damiano crescono come villaggio autonomo adiacente alle fortificazioni del Castrum Forte, punto di vedetta a guardia della foce del Garigliano dal X secolo; come conseguenza di ciò, oggi i centri storici dei due comuni Santi Cosma e Damiano e Castelforte formano un unico agglomerato urbano. Gli insediamenti si iniziarono a sviluppare sulle cime delle colline e soltanto dopo la Seconda guerra mondiale nella valle del Garigliano sottostante.
Esistono in tutto il territorio di Santi Cosma e Damiano una grande quantità di vestigia antiche, ma non si hanno molti dati storici esatti sui primi insediamenti nel territorio. È noto che le sorgenti termali del Veseris, oggi Suio, frazione di Castelforte, erano già conosciute ed utilizzate nell'antichità preromana. È nota anche la presenza di ville rurali romane e di porticcioli e scafe sul fiume.
L'antico popolo che abitava la valle dal Monte Circeo al Monte Massico era il popolo degli Ausoni, detti anche Aurunci. Alcuni storici considerano il territorio di Santi Cosma e Damiano in epoca preromana appartenente alla città di Vescia; indicano poi come campo della battaglia del Veseris, episodio chiave della Guerra Latina, la zona tra le attuali contrade di San Lorenzo e Taverna Cinquanta. Tale battaglia vide opposti i Romani e la lega degli Aurunci nel IV secolo a.C. ed è descritta da Tito Livio negli Annales.
Cicerone transitò su queste terre e diede notizia del pons tiretius che assieme ad altri permetteva di varcare il Garigliano. Tale ponte fu distrutto dai Goti e nel medioevo fu sostituito da un porto; ricostruito in legno in periodo aragonese, nel 1636 fu sostituito da una scafa.
Devastazioni barbariche le subì anche il casale Ceracoli, uno dei più antichi sul territorio comunale: si ha notizia della sua distruzione ad opera degli Ungari nel 937. Lo stesso casale fu distrutto dai Turchi nel 1552.
Il territorio nel Medioevo è appartenuto anche alla Terra di San Benedetto, cioè era sotto l'influenza dell'abbazia di Montecassino. Le origini degli insediamenti sull'altura sono da mettere in relazione al questo centro politico-culturale: prima dell'anno 830, i benedettini realizzano una cella, piccolo monastero agricolo, a Ventosa.
Tra l'881 ed il 915, i Saraceni si erano stabiliti nella pianura del Garigliano sulla riva destra con un campo trincerato. Nella località tuttora chiamata Vattaglia (voce dialettale di battaglia), si ebbe nell'agosto 915 la dura battaglia tra i Saraceni e le truppe della lega cristiana guidata dal papa Giovanni X alla quale avevano aderito Niccolò Picingli, i fratelli Landolfo I e Atenolfo II di Benevento, Guaimario II di Salerno, Gregorio IV di Napoli e suo figlio Giovanni II, Giovanni I di Gaeta e suo figlio Docibile I e l'imperatore Costantino IX Monomaco tramite lo stratega Niccolò Picingli. Oltre alla località Vattaglia, Saracinisco e Vellota, sussistono cognomi e diverse voci dialettali che, ancora oggi dopo un millennio, ricordano l'occupazione saracena del territorio.
Dopo la battaglia il territorio entrò a far parte del Ducato di Gaeta. Nel 1023 venne fondata la Contea di Suio di proprietà del conte Ugo. Nel 1078, a seguito di successive donazioni parziali, la contea fu acquisita da Montecassino. Nei secoli successivi Montecassino e Gaeta persero l'autonomia, il territorio entrò nell'orbita normanna nel 1140 e seguì nei secoli le vicende del nuovo regno.
Solo dopo diversi secoli si verificarono eventi storici significativi che coinvolsero direttamente la popolazione locale, eventi che ancora oggi vivono nei racconti popolari. Dopo la proclamazione della Repubblica Romana (15 febbraio 1798) le truppe napoleoniche del generale Rey occuparono Napoli e vi proclamarono la Repubblica Napoletana (1799): la popolazione della Terra di Lavoro, fedele al re borbonico e alla Chiesa, insorse contro quelli che riteneva invasori. "I Casali" si schierarono con due compagnie di volontari nelle truppe a massa comandate dall'itrano Michele Pezza, detto Fra' Diavolo. Tra le azioni di disturbo attuate da queste truppe contadine vi fu la distruzione di un ponte provvisorio che le truppe napoleoniche avevano costruito strategicamente sul Garigliano nei pressi di Santi Cosma e Damiano. Castelforte, assediata per ritorsione dalle truppe franco-polacche del generale Dąbrowski, fu espugnata nel giorno di Pasqua del 1799. A questi scontri partecipò anche la popolazione di Santi Cosma e Damiano e di Ventosa. Si racconta che a Ventosa la popolazione per difendersi dall'avanzare delle truppe si difese a colpi di pietre. Ai caduti negli scontri vanno aggiunti i vecchi e i bambini inermi uccisi all'interno delle loro case; il parroco fu giustiziato venendo gettato dal campanile e le storiche statue lignee dei santi nella chiesa patronale furono sfregiate.
Santi Cosma e Damiano doveva ancora tragicamente trovare un posto nella storia nel 1943-44, durante la risalita delle truppe alleate verso Roma. Trovandosi sulla Linea Gustav, per oltre nove mesi il territorio fu sottoposto a bombardamenti che cancellarono gran parte dell'abitato. Gli abitanti furono sottoposti a vessazioni dagli occupanti tedeschi e poi sfollati; i pochi rimasti furono tormentati dal passaggio delle truppe marocchine. Il Comune di Santi Cosma e Damiano è stato insignito dal Presidente della Repubblica della Medaglia d'Oro al Valor Civile perché centinaia di sancosmesi morirono sotto i bombardamenti alleati o per le mine tedesche, per gli stenti e, a combattimenti conclusi, per gli scoppi di residuati bellici.

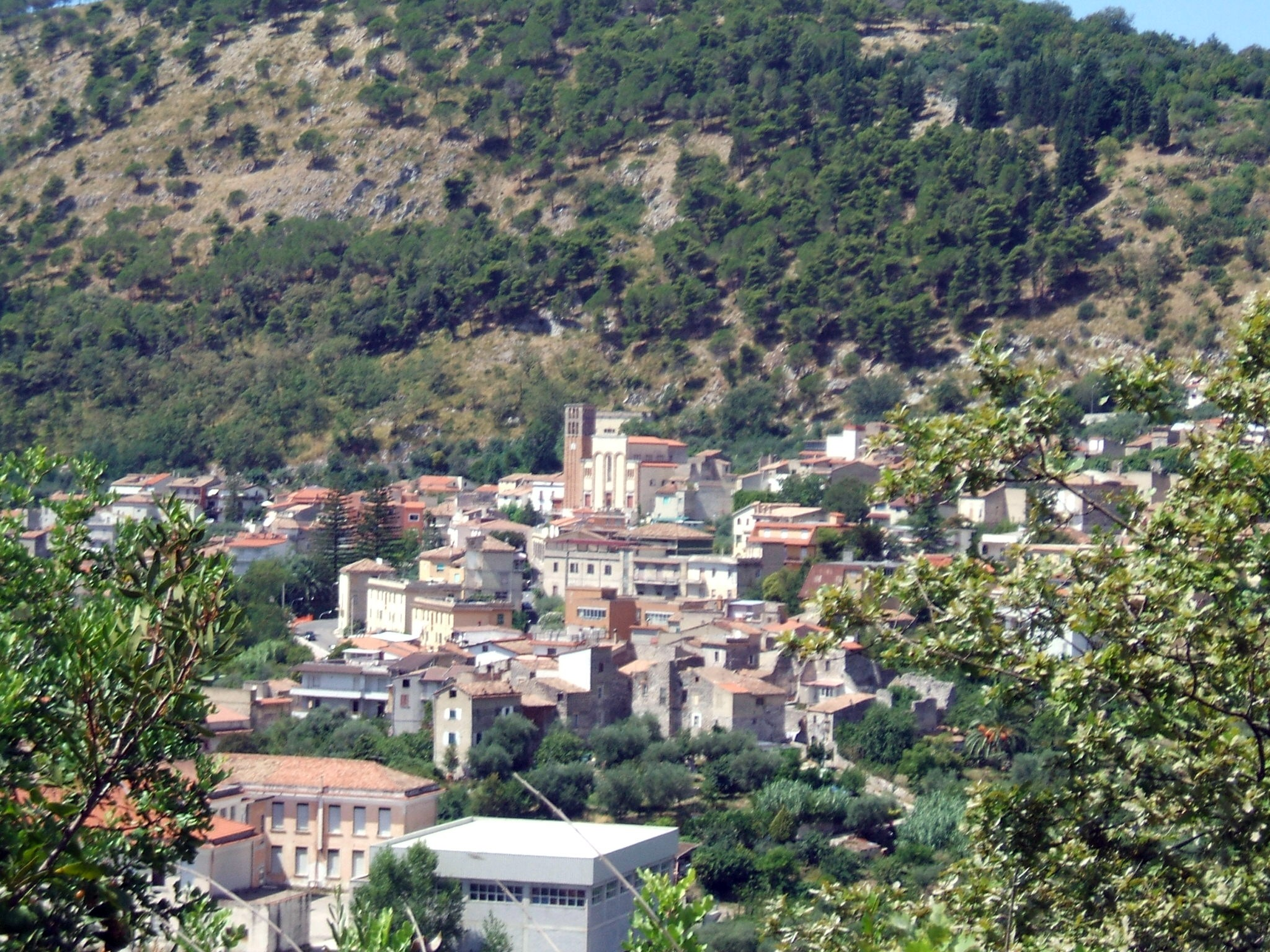
Centro storico

La storia di Santi Cosma e Damiano e quella di Castelforte sono necessariamente legate, ma tra la gente dei due comuni, soprattutto in passato, c'è stato un complesso rapporto di fratellanza e ostilità legata a questioni territoriali. Documenti storici del 1623 affermano l'indipendenza dei Casali dalla confinante università di Castelforte, attestando che già a quell'epoca esistevano contenziosi territoriali tra le due località.

## Società

### Evoluzione demografica
Abitanti censiti

### Lingue e dialetti
Il dialetto sancosimese rientra tra quelli "classici" dei Monti Aurunci, ovvero di quella parte del Lazio meridionale compresa nell'antico Regno di Napoli (la "Terra di Lavoro"), passata poi al Lazio nel 1927. La parlata sancosimese, perciò, va collocata tra i dialetti laziali meridionali, ma è profondamente diversa da quella dei comuni vicini, soprattutto quelli della zona costiera. Gli studiosi considerano i dialetti di questa zona profondamente influenzata dai vicini dialetti mediani, in particolare il laziale centro-settentrionale e l'abruzzese Infatti presenta molti termini simili e/o uguali ai dialetti campani, soprattutto nel lessico, ma vi sono altri (circa il 30%) che invece rimandano ai dialetti abruzzesi e laziali centro-settentrionali a vocali "piene". La posizione del comune, che si trovava all'interno del Regno di Napoli ma poco distante dal confine con lo Stato Pontificio, ha probabilmente favorito questa mescolanza linguistica (tenendo però sempre conto che il dialetto ha una base campana).

### Tradizioni e folclore
Il costume tradizionale, oramai non più in uso se non in occasione di manifestazioni folcloristiche, è simile agli abiti tradizionali del resto della regione. Il costume femminile è caratterizzato da una bianca tovaglia contornata di merletti sul capo, una camicia, anch'essa bianca, pieghettata nelle maniche e completata da un fazzoletto triangolare al collo, un corpetto nero che sostiene il seno, una gonna nera, un grembiule bianco e "glió pagno", cioè un panno rosso ripiegato a quadrato e che viene posto sui reni. Quello maschile, invece, è composto da dei pantaloni neri fino alle ginocchia completati da calze bianche, calzari di cuoio e una camicia bianca e marsina nera.

## Cultura

### Cucina
La cucina tradizionale sancosimese predilige sapori particolarmente intensi, ma semplici, come vuole l'origine contadina: tradizionalmente pane, pasta, salumi, formaggi, dolci e vino venivano prodotti in ogni casa dalle singole famiglie, quindi con una scelta accurata degli ingredienti.
La laina è il primo esempio: è un impasto di farina di grano duro, acqua e sale, tradizionalmente senza tuorlo d'uova. L'impasto viene allargato a mo' di cerchio per ottenere una sfoglia che viene avvolta e poi tagliata avendo come risultato una sorta di fettuccine larghe e spesse, da condire con sugo ai legumi o con ragù. "Laine e cici" (ceci) e "Laina e fasuri" (fagioli) sono gli accostamenti più tradizionali. Il pane e la focaccia bianca, detta pizza, nella zona sono molto ricercati nella preparazione: utilizzando rigorosamente lievito naturale e forno a legna, sono soffici, compatti, non sciapi e mai friabili; sono la pietanza base contadina, fatti in modo da potersi sposare bene con i più svariati companatici. La fresa è diversa dalla frisella per dimensione e impasto (lo stesso del pane locale), ma si prepara allo stesso modo. È un piatto unico veloce e vario, da preparare con a scelta pomodori, mozzarella di bufala, origano e quant'altro il gusto suggerisca.
Ci sono poi dei piatti legati alle festività: pastiera di riso, anziché di grano come viene preparata nelle località limitrofe, è legata alla Pasqua; piccelatiegli, anche detti susci, preparati con farina, acqua, sale e spezie, poi arrotolati e fritti in abbondante olio, sono tipici del periodo natalizio; c'è chi usa accompagnarli con del vino di uva fragola. Sempre natalizie sono le frittelle con baccalà o verdure dette crespelle. Pietanze fondamentali sono direttamente i prodotti della terra, come ad esempio il melone.

## Geografia antropica
Il centro, "storico" come da PTPR e non dal PUC, è costituito dagli antichi Rioni: Boccasacchi, Ciorni, Cesaroni, Cupa, Cuparella, Ciaia, Sellitti, che insieme al nucleo storico di Santi Cosma e Damiano e Ventosa, formavano i Casali. I casali erano rappresentati da caseggiati gentilizi edificati dalle famiglie benestanti.
Il comune è composto dalle seguenti frazioni: Grunuovo, San Lorenzo e Ventosa. 
Inoltre è suddiviso ulteriormente in numerosi agglomerati urbani: Aurito, Campanili, Campomaggiore, Ceracoli, Cerri Aprano, Cisterna, Ferrara, Fontanelle, Pantaniello, Parchetto, Perusi, Pilone, Ortali, San Luca, Stradone, Torraccio, Vattaglia, Veterinella, Vigne, Volpara.

## Economia
Importante impulso all'economia è stato dato negli anni '60 con l'apertura di un impianto industriale (Manuli) di produzione di autoadesivi, di media grandezza, oggi chiuso, sostituito, in parte ,da innumerevoli attività artigianali e agro-zootecniche, medio-piccole disseminate nel territorio. Inoltre vi sono presenti in discreto numero attività commerciali, della piccola e media distribuzione, nonché rinomate imprese della ristorazione e dell'intrattenimento. Poi l'apertura nel 1997 dell'Ippodromo di Ss. Cosma e Damiano o del Garigliano ha contribuito a dare un impulso all'occupazione e all'attrattività turistica. L'istituzione del Santuario dedicato ai Santi Medici nel centro antico del paese, rappresenta un riferimento importante dal punto di vista religioso. Contribuiscono, all'offerta turistica le numerose feste e sagre tradizionali, la possibilità di visitare i borghi storici e le altre chiese presenti nel vasto territorio, assieme alla Torre di Ventosa del XII secolo, in stile romanico, ed al Palazzo Tibaldi (XVII sec.).
Il paesaggio, l'ambiente incontaminato, il clima mite, le tradizioni, la tranquillità dei luoghi e le tipicità dei prodotti enogastronomici locali (pane, olio, formaggi) completano il quadro delle note virtuose fortemente presenti.
Di seguito la tabella storica elaborata dall'Istat a tema Unità locali, intesa come numero di imprese attive, ed addetti, intesi come numero addetti delle unità locali delle imprese attive (valori medi annui).
|                       | 2015                  |                              |                            |                |                       |                     | 2014                  |                | 2013                  |                |
| --------------------- | --------------------- | ---------------------------- | -------------------------- | -------------- | --------------------- | ------------------- | --------------------- | -------------- | --------------------- | -------------- |
|                       | Numero imprese attive | % Provinciale Imprese attive | % Regionale Imprese attive | Numero addetti | % Provinciale Addetti | % Regionale Addetti | Numero imprese attive | Numero addetti | Numero imprese attive | Numero addetti |
| Santi Cosma e Damiano | 417                   | 1,06%                        | 0,09%                      | 944            | 0,77%                 | 0,06%               | 406                   | 947            | 377                   | 923            |
| Latina                | 39.304                |                              | 8,43%                      | 122.198        |                       | 7,75%               | 39.446                | 120.897        | 39.915                | 123.310        |
| Lazio                 | 455.591               |                              |                            | 1.539.359      |                       |                     | 457.686               | 1.510.459      | 464.094               | 1.525.471      |

Nel 2015 le 417 imprese operanti nel territorio comunale, che rappresentavano l'1,06% del totale provinciale (39.304 imprese attive), hanno occupato 944 addetti, lo 0,77% del dato provinciale (122.198 addetti); in media, ogni impresa nel 2015 ha occupato due persone (2,26).

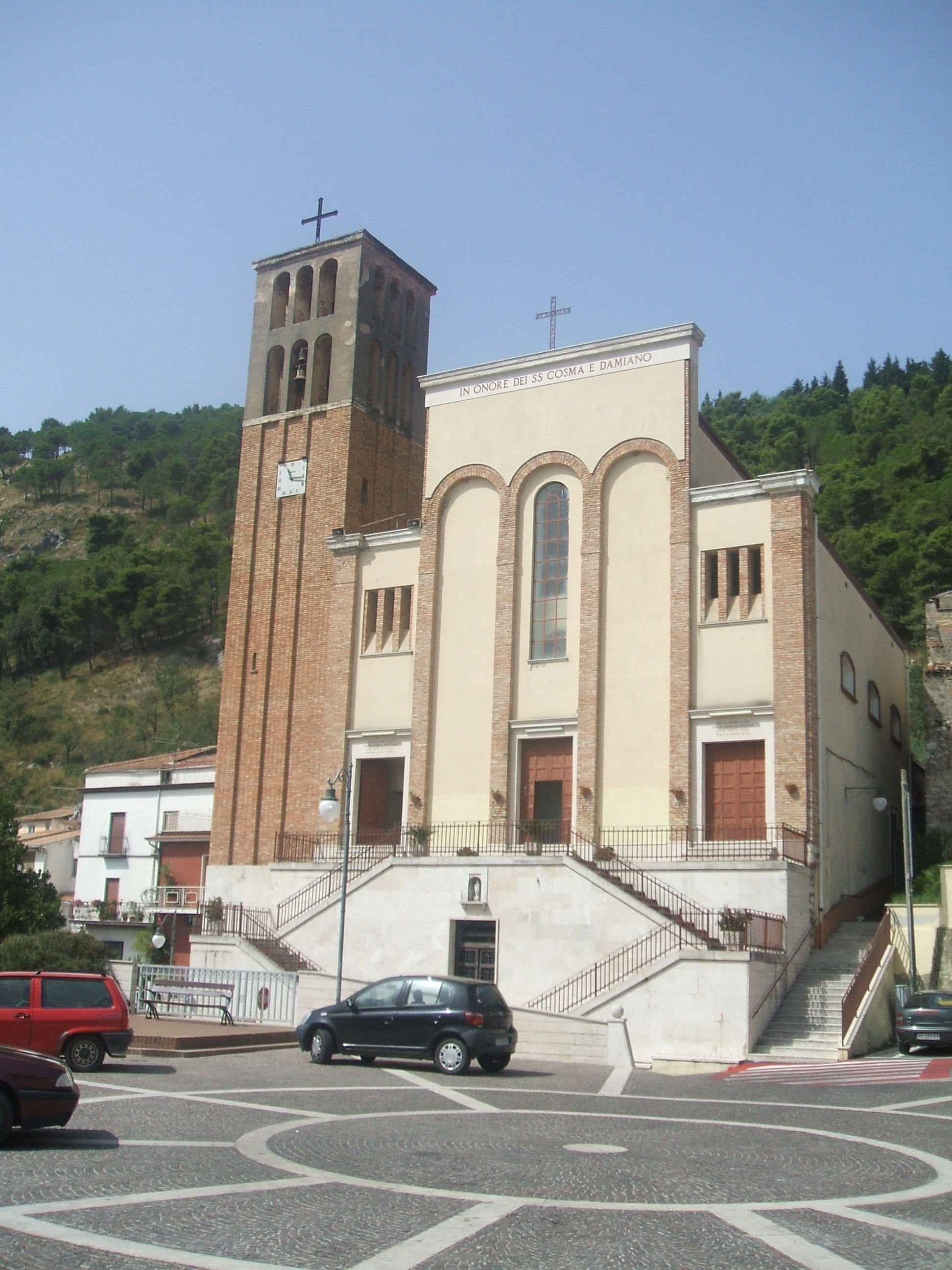
Chiesa patronale

## Amministrazione
| Periodo         | Periodo         | Primo cittadino   | Partito      | Carica      | Note   |
| --------------- | --------------- | ----------------- | ------------ | ----------- | ------ |
| 16 luglio 1983  | 5 luglio 1989   | Giuseppe Vozzolo  | PSDI         | Sindaco     |        |
| 5 luglio 1989   | 27 maggio 1991  | Antonio Cassetta  | DC           | Sindaco     |        |
| 27 maggio 1991  | 6 giugno 1993   | Marcello Boaretto |              | Comm. pref. |        |
| 6 giugno 1993   | 31 gennaio 1994 | Antonio Vozzolo   | PSI          | Sindaco     | [ 9 ]  |
| 31 gennaio 1994 | 19 aprile 1994  | Giuseppe Amorelli |              | Comm. pref. |        |
| 19 aprile 1994  | 12 giugno 1994  | Maria Maglione    |              | Comm. pref. |        |
| 12 giugno 1994  | 24 maggio 1998  | Antonio Ianniello | lista civica | Sindaco     |        |
| 24 maggio 1998  | 26 maggio 2002  | Franco Taddeo     | Forza Italia | Sindaco     |        |
| 26 maggio 2002  | 27 maggio 2007  | Franco Taddeo     | Forza Italia | Sindaco     |        |
| 27 maggio 2007  | 6 maggio 2012   | Vincenzo Di Siena | PdL          | Sindaco     |        |
| 6 maggio 2012   | 14 aprile 2017  | Vincenzo Di Siena | PD - UDC     | Sindaco     | [ 10 ] |
| 14 aprile 2017  | 12 giugno 2017  | Domenico Talani   |              | Comm. pref. |        |
| 12 giugno 2017  | 13 giugno 2022  | Franco Taddeo     | centrodestra | Sindaco     |        |
| 13 giugno 2022  | in carica       | Franco Taddeo     | centrodestra | Sindaco     |        |

### Altre informazioni amministrative
- Fa parte della XVII Comunità Montana dei Monti Aurunci